# Музика античког Рима
Музика античког Рима била је део римске културе од најранијих времена. Песме (carmen) биле су саставни део готово сваке друштвене прилике. Дело Carmen Saeculare, посвећено Хорацију, на пример, наручио је Октавијан Август, а извео га је мешовити дечији хор 17. п. н. е. Музика је била уобичајена на сахранама, а tibia (грчки aulos), дрвени дувачки инструмент, свираo se приликом религијско-ритуалног прилагања жртве. Под утицајем античке грчке теорије, сматрало се да музика одражава уређеност космоса, а посебно је била довођена у везу са  математиком и знањем.
Етрурска музика је имала рани утицај на римску музику. Током царског периода, Римљани су преносили своју музику у провинције, док су са друге стране, традиције Мале Азије, Северне Африке и Галије постале део римске културе.
Музика је била пратећи део јавних спектакла, догађаја у арени и била је део сценске уметности pantomimus, раног облика наративног балета који је комбиновао изражајан плес, инструменталну музику и певани либрето.

## Историја
Староримска музика и певање су проистекли из етрурске музике а потом и старогрчке музике. Током ране историје, музика је углавном коришћена у војне сврхе. Према Цицерону, римска музичка традиција је промењена и пролагпђена за време владавине Нума Помпилија. Музику је првобитно утемељио грчки филозоф и математичар Питагора. Он је успео да пронађе првих 7 тонова у скали и ово знање је пренето у Римско царство.

## Музика у друштву
Музика је била важан аспект римских верских ритуала. Коришћена је за постављање ритма приликом ритуала и изазивање одређених емоција. Различити инструменти су имали одвојене улоге у римској религији. Древна римска уметност приказује tibicines или свираче тибије, који свирају инструмент иза олтара. Приказани су у тоги са кукуљицама за главу, док приносе жртву животиње. Неки прикази приказују помоћнике који држе ацеру или и чаше у испомагању свирања на инструменту. Тибија је вероватно била најважнији инструмент у римском царском култу . Тибицен је такође коришћен за пригушивање сваке ометајуће буку. Старим Римљанима је вероватно било незамисливо да подносе жртву без музичке пратње. Јавне молитве у Риму је пратила музика. Чинеле и бубњеви су коришћени у ритуалима култа Кибеле, а звечке су биле важне за култ Изиде. Музичарке, плесачице и певачице наступале би на фестивалу за богињу Изиду која је имала храм у Риму. Такође би наступили на фестивалу посвећеном Бона Деа. Неколико древних римских споменика освештали су музичари. Салијски свештеници су играли и певали док су се кретали градом у част Марса.  Музичари би такође свирали на флаути да би се поклонили Марсу. Арвалска браћа су такође певала и плесала у част богиње Церере. Тит Ливије, римски историчар, описао је инцидент када је свирачима флауте забрањено да једу и пију у храмовима . После су се повукли у Тиволи, и било им је дозвољено да наставе да једу и пију у храмовима када је Сенат схватио да више нема музичара за потребе церемонија у релгији. Поворке трубача и плесача такође су биле важне за Pompa circensis. Што је била парада која је претходила играма пре верских празника.
Музика је била популаран облик забаве у старом Риму. Била је важан део античкоримских забава. Гладијаторске борбе почињале су звуцима трубе и борбе су биле испраћене музиком. Музичари, обично свирачи тубе или великих аерофона, свирали би током тријумфа. Тибија је коришћена да привуче пажњу гледаоца током церемоније, а труба је коришћена да се најави присуство тријумфатора. Музика је такође коришћена да би се ућуткала маса. Музика, пре свега музика врста фруле, је имала важно место у античком римском позоришту . Током представа, глумце, пантомиме и трагичаре пратио би хор певача и оркестар дувачких или ударачких инструмената. Плесали су уз мелодију инструмената. Музичари су могли бити отерани са бине од стране публике и због мањих грешака током извошђења. Мелодија инструмената би означавала емоције и особине ликова и темпо приче. Музика је такође коришћена да би се осигурало да прича остане у памћењу публике.
Римљани су понекад одржавали приватне музичке концерте познате као symphoniaci.  Ове забаве су биле повезане са развратом у старом Риму.  Познато је да је Луције Калпурније Пизон Цезонин, конзул 58. п. н. е., одржавао такве забаве. Његова кућа је описана као пуна „певања и чинела “. Приватни музичари су могли бити ангажовани да обезбеде забаву током вечера или забава. Понекад су ови приватни музичари били посебно обучени робови. Жене у античмом Риму су приказане како певају и плешу у приватном простору кућа. Жене у старом Риму имале су различите инструменте од мушкараца. Свирали су харфу, аулос и мање лире . Домицијан је установио такмичења која су укључивала музику, гимнастику и такмичења у јахању. Нерон је створио Квинкенијал Неронију, фестивал који је укључивао музичка такмичења. Актијске игре, које су биле древни римски фестивал Аполона, такође су одржавале музичка такмичења. Грци и Римљани су можда одржавали музичке наступе између оброка и опијања током вечере.
Cornu и други инструменти као што је туба коришћени су за давање сигнала у староримској војсци. Постојали су колегијуми посвећени музичарима. Један колегијум састављен од свирача флауте и лире, какав је забележен у другом веку нове ере.

## Образовање и обука
Музичко образовање и учење свирања инструмента били су уобичајена појава међу римском вишом класом, а можда су посебно били уобичајене међу Римљанкама из више класе. Од певача се очекивало да потроше много времена и енергије у раду на свом занату. У старом Риму, израз за учитеље музике или говора био је phonascus. Фокусирали су се на развијање флексибилности гласа својих ученика. Такође се веровало да врат певача треба да буде мекан и гладак како глас не би звучао грубо или на други начин неадекватно. Марко Тулије Цицерон је изјавио да музичари седе годинама и вежбају глас, и пре него што почну да говоре. Према делу <i id="mwATU">Дванаест Цезара</i>, Нерон је тренирао свој глас избегавајући штетно воће и пића, чистио се повраћањем и клизмама и лежећи на леђима са оловним чаршавом на грудима. Квинтилијан је веровао да је одржавање доброг физичког здравља кроз исхрану и вежбање важно за одржавање правилног гласа. Према Квинтилијану, уздржавање од секса је такође било важно за певаче. Други антички текстови описују како певачи изводе вежбе загревања које се састоје од извођења узастопних звукова пре певања. Можда су постојале „музичке школе“ за музичаре ниже класе.

## Погледи римске културе на музику
У старом Риму музика је била ограничена на домаће окружење. Плутарх хвали човека по имену Нумерије Фурије, за кога се каже да је певао када је било „прикладно“. Музика је имала и неке негативне конотације у римском друштву. Корнелије Непос, римски историчар и биограф, у својој Епаминондиној биографији описује његову чувену вештину музике и плеса као негативну карактеристику.  Стари Римљани су музику сматрали моћним оруђем и веровали су да је способна да изазове снажне емоције код људи. Цицерон и Аристид Квинтилијан су веровали да је музика способна да оплемени становништво. Квинтилијан је веровао да је музика „најлепша уметност“ и да је неопходна за правилно читање дела античких песника. Широм римског света постојао је широко прихваћен став да треба сачувати традиционалне стилове музике. Плиније је написао да ће музичари променити врсту уметности коју стварау на основ потражње тржишта. Цицерон је говорио о врхунском квалитету традиционалне римске музике. Он описује архаичну римску музику као цивилизовање „варварског“. Цицерон је веровао да музичко образовање може помоћи политичарима који теже да науче да боље слушају аргументе других и примећују грешке. Бројни древни римски писци као што су Платон, Сенека или Цицерон веровали су да музика може да ефеминизује мушкарце. У поређењу са музичарима, музичарке су биле веома поштоване. То је виђено као потенцијални начин да се повећа њихова атрактивност.  Музика се такође сматрала неприкладном за удате жене или старије жене.
- Свирач тубе (горе десно) нарељефу који приказујеМарка Аурелијаутријумфу
- Cornu у Алену, Немачка
- Cornicines наТрајановом стубу (2. век)
- Хорниста на саркофагу (3. век)

## Инструменти
Римска уметност осликава разне дрвене дувачке инструменте, „лифе“, удараљке и жичане инструменте . Инструменти у римском стилу налазе се у деловима Царства где нису настали и указују на то да је музика била међу аспектима римске културе која се ширила по провинцијама.
Мозаици приказују инструменте који личе на нешто измешу гајди и оргуља. Хидрауличне цевне оргуље (hydraulis), које су радиле под притиском воде, биле су „једно од најзначајнијих техничких и музичких достигнућа антике“. Инструмент је пратио такмичења гладијатора и догађаје у арени, као и сценске наступе. Могао се наћи и у кућама, а био је међу инструментима на којима је свирао цар Нерон.

## Плес
Постојале су древне римске организације свештеника који су плесали на верским фестивалима .  Плес је коришћен за изражавање захвалности боговима и имао је важно место у Дионизији . Пре битака римски војници су могли да одржавају плесове у част бога Марса. Музика и плес су такође коришћени да би се обезбедила ефикасност жртвовања. Варон, римски писац, написао је да се плес користио на верским фестивалима јер „ниједан део тела не би требало да буде лишен религиозних искустава“. Плес је био популаран облик забаве у старом Риму. Овидије описује пијане људе како плешу и певају на улицама током фестивала као што је Ана Перена. Римљани би ангажовали плесаче из покорених народа или обучавали робове да играју. Плесачице познате као цроталистериас плесале су помоћу звона и клапа. Друга популарна врста плеса била је трипудија, који су били плесови од три стопе. Пантомимисти су били популарни у античком римском позоришту. Носили су огртаче, маске са затвореним устима и костиме. Плутарх је описао древне римске пантомиме како се увијају, скачу и стоје као статуа. Такође је написао да криминалци могу бити осуђени на плес на фестивалима. Плес се користио као начин да се нагласи лепота и могао је бити еротски. Приватне плесне школе су обучавале староримске аристократе. Неправилан плес у старом Риму је дефинисан као неримски.  Страни плесни стилови нису се допадали Римљанима. Елагабал је био под строгим надзором због извођења страних плесова. Корнелије Непот је повезивао плес и музику са древном грчком културом и односио се према њима с презиром. Цицерон је изјавио да ниједна трезна особа не би плесала осим ако није лудак. Вероватно се није противио употреби плеса као забаве, али је уместо тога сматрао да је испод Римљана више класе. Цицерон је можда сматрао да је плеасе требало да буде препуштено само професионалним плесачима ниже класе. Такође је могуће да је мислио искључиво на еротски или страни плес. Сципион Емилијан је критиковао плесаче због „неисправног приказивања њихових тела“.

## Дискографија
- Synaulia, Music of Ancient Rome, Vol. I – Wind Instruments - Amiata Records ARNR 1396, Фиренца, 1996.
- Synaulia, Music of Ancient Rome, Vol. II – String Instruments - Amiata Records, ARNR 0302, Рим, 2002.
- Thaleia, Carmina Canere Music of Ancient Rome, Vol. I –Тарагона - Шпанија 2012.
- Ludi Scaenici, E Tempore Emergo - Рим - 2001
- Ludi Scaenici, Festina Lente - Рим - 2011
- Ensemble Kérylos, dir. Annie Bélis, De la pierre au son : musique de l'antiquité, K617, 1996.
- Ensemble Kérylos, dir. Annie Bélis, D'Euripide aux premiers chrétiens : musique de l'antiquité, 2016.

### Примарни извори
- Boethius, Anicius Manlius Severinus. De institutione musica. (English edition as Fundamentals of Music, translated, with introduction and notes by Calvin M. Bower; edited by Claude V. Palisca. New Haven: Yale University Press, 1989.)
- Cary, Earnest (1950), Roman Antiquities (на језику: енглески), Loeb Classical Library
- Clark, Albert (1909). „M. Tullius Cicero, Against Piso, section 22”. www.perseus.tufts.edu. Приступљено 2022-10-15.
- Cicero, Marcus Tullius (1860). Cicero on oratory and orators. Harold B. Lee Library. New York : Harper & Brothers.
- Cicero, Marcus. „De Legibus II”. www.thelatinlibrary.com. Приступљено 2022-10-15.
- Livius, Titus (1919), The History of Rome, Превод: Foster, Benjamin, Архивирано из оригинала 29. 9. 2022. г.
- Nepos, Cornelius. „Cornelius Nepos: Life of Epaminondas”. attalus.org. Приступљено 2022-10-14.
- Quintilianus, Marcus (1922), Institutio Oratoria [Institutes of Oratory], Превод: Leipzig, Halm, Loeb Classical Library
- Tranquillus, Gaius (1907), Превод: Rolfe, J.C, „Nero”, The Twelve Caesars, Loeb Classical Library, doi:10.4159/DLCL.suetonius-lives_caesars_book_vi_nero.1914
- Varro, Marcus Terentius (2013-02-07).  Astbury, Raymond, ур. Saturarum Menippearum fragmenta (на језику: латински). B. G. Teubner. ISBN 978-3-11-094995-7. doi:10.1515/9783110949957.
- Perrin, Bernadotte (1917). „Plutarch • Parallel Lives”. penelope.uchicago.edu. Приступљено 2022-10-15.

### Секундарни извори
- Ardelean, Ioan (2022), „Vocal music in Ancient Rome”, Proceedings of the Education, Research Creation Symposium (13th изд.), Editura Muzicală, VIII (1), стр. 9—13.
- Bleiberg, Edward; Evans, James; Figg, Kristen; Soergel, Philip; Friedman, John (2005), „Women in Ancient Music”, Arts and Humanities Through the Eras, Gale, 2
- Bonanni, Filippo (1964). Antique Musical Instruments and their Players: 152 Plates from Bonanni's 18th-Century "Gabinetto armonico" , with a new introduction and captions by Frank Ll. Harrison and Joan Rimmer. Dover publications.
- Franklin, James L. Jr. (1987). „Pantomimists at Pompeii: Actius Anicetus and His Troupe”. American Journal of Philology. 108 (1): 95—107. JSTOR 294916. doi:10.2307/294916.
- Dillon, Matthew; Garland, Lynda (2013-10-28). Ancient Rome: A Sourcebook (на језику: енглески). Routledge. ISBN 978-1-136-76143-0.
- Dillon, Matthew; Garland, Lynda (2021-04-21). The Ancient Romans: History and Society from the Early Republic to the Death of Augustus (на језику: енглески). Routledge. ISBN 978-1-317-39134-0.
- Ermatinger, James W. (2015-08-11). The World of Ancient Rome: A Daily Life Encyclopedia [2 volumes]: A Daily Life Encyclopedia (на језику: енглески). ABC-CLIO. ISBN 978-1-4408-2908-6.
- Eyben, Emiel (2003-09-02). Restless Youth in Ancient Rome (на језику: енглески). Routledge. ISBN 978-1-134-95064-5.
- Fleiner, Carey (2020-02-28). A writer's guide to Ancient Rome (на језику: енглески). Manchester University Press. ISBN 978-1-5261-3525-4.
- Fernández, Zoa Alonso (2020),  Lynch, Tosca A.C.; Rocconi, Eleonora, ур., „Roman Dance”, A Companion to Ancient Greek and Roman Music (на језику: енглески) (1 изд.), Wiley, стр. 173—185, ISBN 978-1-119-27547-3, S2CID 240985774, doi:10.1002/9781119275510.ch13, Приступљено 2022-11-05
- Ginsberg-Klar, Maria E. (1981-02-01). „The archaeology of musical instruments in Germany during the Roman period”. World Archaeology. 12 (3): 313—320. ISSN 0043-8243. doi:10.1080/00438243.1981.9979806.
- Hagel, Stefan; Lynch, Tosca (2015-06-26),  Bloomer, W. Martin, ур., „Musical Education in Greece and Rome”, A Companion to Ancient Education (на језику: енглески), Hoboken, NJ: John Wiley & Sons, Inc, стр. 401—412, ISBN 978-1-119-02391-3, doi:10.1002/9781119023913.ch27, Приступљено 2022-10-13
- Habinek, Thomas (2005). The World of Roman Song. Baltimore: Johns Hopkins University Press.
- Higgins, R.A.; Winnington-Ingram, Reginald (1965). „Lute-Players in Greek Art”. Journal of Hellenic Studies. 85: 62—71. JSTOR 628809. S2CID 162354469. doi:10.2307/628809.
- Christesen, Paul; Kyle, Donald G., ур. (2013-11-11). A Companion to Sport and Spectacle in Greek and Roman Antiquity: Christesen/A Companion to Sport and Spectacle in Greek and Roman Antiquity (на језику: енглески). Oxford: John Wiley & Sons, Inc. ISBN 978-1-118-60996-5. doi:10.1002/9781118609965.
- Lössl, Josef; Baker-Brian, Nicholas J. (2018-04-20). A Companion to Religion in Late Antiquity (на језику: енглески). Hoboken, NJ, USA: John Wiley & Sons, Inc. ISBN 978-1-118-96813-0. doi:10.1002/9781118968130.
- Kassing, Gayle (2007). History of Dance: An Interactive Arts Approach (на језику: енглески). Human Kinetics. ISBN 978-0-7360-6035-6.
- Kiefer, Otto (2000). Sexual Life in Ancient Rome (на језику: енглески). Routledge. ISBN 978-0-7103-0701-9.
- Lindgren Liljenstolpe, Erika (2015-10-09). Sempronia's Song: Attitudes to Women's Music-making in Ancient Rome (PhD). Uppsala: Institutionen för Arkeologi och Antik historia. ISBN 978-91-506-2478-6 — преко Digitala Vetenskapliga Arkivet.
- Landels, John (1999). Music in Ancient Greece and Rome (на језику: енглески). Routledge & CRC Press. ISBN 978-041-516-776-5. Архивирано (PDF) из оригинала 20. 6. 2022. г. Приступљено 2022-10-17 — преко Taylor & Francis.
- Lawler, Lillian B.; Spawforth, Antony (2015-12-22). „Dancing”. Oxford Research Encyclopedia of Classics (на језику: енглески). ISBN 978-0-19-938113-5. doi:10.1093/acrefore/9780199381135.013.2020. Приступљено 2022-11-05.
- Mainzer, Joseph (2014), Music and Education, Cambridge University Press, ISBN 978-110-730-010-1, doi:10.1017/CBO9781107300101, Архивирано из оригинала 9. 6. 2018. г.
- McGeough, Kevin M. (2004). The Romans: New Perspectives (на језику: енглески). ABC-CLIO. ISBN 978-1-85109-583-4.
- Marshall, C. W., ур. (2006), „Music and Metre”, The Stagecraft and Performance of Roman Comedy, Cambridge: Cambridge University Press, стр. 203—244, ISBN 978-0-521-86161-8, doi:10.1017/CBO9780511486203.007, Приступљено 2022-10-15
- Morgan, H. (2018). Music, spectacle, and society in ancient Rome, 168 BC - AD 68 (Теза) (на језику: енглески). University of Oxford.
- Moore, Timothy J. (2021),  Curtis, Lauren; Weiss, Naomi, ур., „Meter, Music, and Memory in Roman Comedy”, Music and Memory in the Ancient Greek and Roman Worlds, Cambridge: Cambridge University Press, стр. 234—258, ISBN 978-1-108-83166-6, Приступљено 2022-10-17
- Marcuse, Sibyl (1975). Musical Instruments: A Comprehensive Dictionary. New York: W. W. Norton & Company, Inc. ISBN 0-393-00758-8.
- Maas, Martha (2001),  Sadie, Stanley; Tyrrell, John, ур., „Kithara”, The New Grove Dictionary of Music and Musicians (2nd изд.), London: Macmillan Publishers
- Naerebout, Frederick G. (2009-01-01). Das Reich Tanzt … Dance In The Roman Empire And Its Discontents (на језику: енглески). Brill. ISBN 978-90-474-2827-5.
- Rüpke, Jörg, ур. (2007-08-24). A Companion to Roman Religion (на језику: енглески) (1 изд.). Wiley. ISBN 978-1-4051-2943-5. doi:10.1002/9780470690970.
- Pfrommer, Michael; Towne-Markus, Elana (2001). Greek Gold from Hellenistic Egypt (PDF). Los Angeles: Getty Publications. ISBN 0-89236-633-8.
- Pierce, John (1983). The Science of Musical Sound. New York.
- Rocconi, Eleonora (2015-05-01),  Destrée, Pierre; Murray, Penelope, ур., „Music and Dance in Greece and Rome”, A Companion to Ancient Aesthetics (на језику: енглески), Hoboken, NJ: John Wiley & Sons, Inc, стр. 81—93, ISBN 978-1-119-00979-5, doi:10.1002/9781119009795.ch5, Приступљено 2022-10-13
- Sachs, Curt (1943). The rise of music in the ancient world, East and West. Internet Archive. New York : W.W. Norton & Co.
- Spring, Matthew (2001). The Lute in Britain: A History of the Instrument and Its Music. Oxford University Press.
- Scott, J.E. (1957), „Roman Music”, The New Oxford History of Music, Oxford: Oxford University Press
- Toner, J. P. (2013-05-28). Leisure and Ancient Rome (на језику: енглески). John Wiley & Sons. ISBN 978-0-7456-6890-1.
- Ulrich, Homer; Pisk, Paul Amadeus (1963). A history of music and musical style. New York, Harcourt, Brace & World.
- Vincent, Alexandre (4. 7. 2017),  Grig, Lucy, ур., „The Music of Power and the Power of Music: Studying Popular Auditory Culture in Ancient Rome”, Popular Culture in the Ancient World, Cambridge University Press, стр. 149—164, ISBN 978-1-139-87140-2, doi:10.1017/9781139871402.007
- Williams, C.F. (1903). The Story of the Organ. London: Walter Scott Publishing Co.